# Fyłenkowe
Fyłenkowe (ukr. Филенкове) – wieś na Ukrainie, w obwodzie połtawskim, w rejonie połtawskim, w hromadzie Skorochodowe. W 2017 liczyła 717 mieszkańców.